# テンモン
テンモン（欧字名:Temmon、1978年2月23日 - 2001年5月18日）は日本の競走馬、繁殖牝馬。
1980年に中央競馬でデビュー。同年朝日杯3歳ステークスを制し、優駿賞最優秀3歳牝馬を受賞。翌1981年春にはクラシック競走の優駿牝馬（オークス）に優勝したが、同競走後の休養中に関東地方へ上陸した台風15号の影響で競走能力を失う重傷を負い、引退を余儀なくされた。同年には同最優秀4歳牝馬を受賞している。主戦騎手は嶋田功。

## 経歴

### 生い立ち
1978年、北海道静内町の松田牧場に生まれる。父は数々の活躍馬を輩出していたリマンド、母は競走馬時代に重賞2勝を挙げたレデースポートという良血馬だったが、幼駒時代は大人しく目立たない馬だった。生後3ヶ月余りで母が腸捻転により死亡し、以降は人の手で育てられる。その後代々この血統に縁がある稲葉幸夫に購買され、千葉県の千代田牧場で育成調教を積まれた。1980年3月、茨城県美浦トレーニングセンターの稲葉の元へ入厩。気性の大人しさは変わらず、「こんなに大人しくて大丈夫なのか」と担当厩務員に疑問を抱かせたほどだったが、入厩後まもなく、トレーニングセンター内で放牧中に1.5メートルほどの柵を跳び越えてみせ、「バネがなければできる芸当ではない」と稲葉を喜ばせた。さらに調教を開始されると、優れた身体能力と闘争心を見せはじめていった。
原八衛は自身の持ち馬で牝馬二冠を達成したテイタニヤの「テ」運を呼び込む「ン」英語でMore（さらに）の「モ」繰り返して運を呼び込む「ン」を組み合わせ「テンモン」と命名した。テンモン自体には何も意味はない。

### 戦績
同年7月、新潟開催の新馬戦で、稲葉厩舎所属の嶋田功を鞍上にデビュー。直前の調教で1番時計を出して1番人気に支持され、初勝利。その後の2走は不得手の重馬場に脚を取られて惜敗したが、続く白菊賞で、翌年の牡馬クラシック戦線で活躍するサンエイソロンを破り2勝目を挙げた。迎えた関東の3歳王者戦・朝日杯3歳ステークスも牡馬相手に勝利。牝馬の優勝は史上7頭目で、優勝タイム1分35秒5は史上2番目（当時）の記録だった。この年、最優秀3歳牝馬に選出。なお、朝日杯を勝った後から稲葉のもとには「なぜテンモンを皐月賞や日本ダービーに登録しなかったのか」という手紙や電話が数々寄せられた。稲葉はこれについて「なるほど、他の厩舎ならそうしたかもしれません。仮に皐月賞やダービーに出したとしてもぶざまなレースはしなかったと思います。しかし、テツバンザイとテンモンでは時代が違う。レース体系が違う。現代の牝馬は現代の道を進ませるべきだと考えました」と述べている。
明けて4歳、京成杯でも再び牡馬を破って勝利すると、当時史上最強牝馬と言われたテスコガビー以来の牝馬との評価を受け始める。続くクイーンカップで牝馬限定戦に初出走、圧倒的な1番人気に支持されたが、牝馬クラシック初戦の桜花賞を見越して馬体を急激に絞ったことが影響し、デビュー2戦目のカバリエリエースの3着に敗退、さらに競走後には熱発を起こした。体調はすぐに回復したものの、予定していた前哨戦には出走できず、桜花賞へ直行となった。
当日は雨の影響で苦手の不良馬場となり、3番人気の評価となった。レースでは中団を進み直線で追い込んだが、早めに抜け出した重馬場巧者のブロケードに3馬身半差を付けられ、2着に終わった。嶋田功はこの敗戦について「テンに行けないので桜花賞向きではない。良馬場なら負けなかったが、逆にこの2着でオークスは絶対に勝てると思う」と語った。また担当厩務員の大澗正彦も、不得手の馬場で2着に入ったことから「オークスへの希望は膨らむ一方だった」と述懐している。
牝馬クラシック2戦目の優駿牝馬（オークス）では1番人気に支持される。レースは前半1000mを59秒1というハイペースを中団から追走すると、直線に向いて一気に抜け出し、そのまま独走状態となって2着に2馬身半差を付けて優勝した。騎手の嶋田、調教師の稲葉は、いずれも史上最多（稲葉はタイ）記録となる通算5度目のオークス制覇となった。

### 被災 - 引退後
競走前より屈腱炎の兆候が出ていたため、オークスから3週間後に九十九里浜で休養に入り、以後は海水浴などをしながら療養を続けた。しかし8月23日、休養先の牧場が台風の直撃を受けた影響で腰から左後肢にかけて重傷を負った。怪我の原因については「強風で崩れた埒の下敷きになった」、あるいは「近郊の川の氾濫で放牧地が使えなくなり馬がストレスを溜め、被災後の初放牧で勢い余って転倒した」と諸説あるが、いずれにせよテンモンは背中から後躯にかけて麻痺を残すことになった。以後出走することはなかったが、当年はエリザベス女王杯優勝のアグネステスコと最優秀4歳牝馬を同時受賞。その表彰式の席上で稲葉から引退が発表された。
後年、嶋田はその能力を評し「テンモンという馬には凄みがあった。レースでも気性面が素直で御しやすかった。ひたすら走るところが素晴らしい。胴長で、無駄な肉がなく柔らかで、思いきり手足を伸ばして走るので乗り心地が良かった。外車と国産車の違いのようだった。（中略）これだけの名牝に巡り合えたことはラッキーだった。もし九十九里の事故がなかったら、距離的な心配もないし、エリザベス女王杯はもちろん、天皇賞や有馬記念を勝ったかも知れませんね」と語った。また、1999年に雑誌『Number』が行った「最強馬アンケート - 私が手掛けた馬編」では、グリーングラスを挙げた後に「牝馬ではテンモン。無事ならトウメイより上」と回答している。
引退後は繁殖牝馬となったが、怪我の後遺症により出産に負担が掛かるため、思うように種付けは行われなかった。目立った産駒もなく、僅かにテンザンテースト（父ノーザンテースト）とアオイノモン（父パーソロン）が血統を買われて種牡馬となっただけである。それでも、テンザンテーストからは地方競馬での活躍馬も出ている。2001年5月18日、老衰のため23歳で死亡した。孫に1999年の青葉賞2着、弥生賞3着馬マイネルシアターがいる。

## 全成績
| 年月日 | 年月日 | 年月日 | 開催 | レース名       | 頭数 | 人気 | 着順 | 距離          | タイム | 着差    | 騎手   | 斤量 | 優勝馬/（2着馬）   |
| 1980   | 7.     | 20     | 新潟 | 新馬           | 7    | 1    | 1着  | 芝1000m（良） | 59.3   | ハナ    | 嶋田功 | 52   | （メガミ）         |
|        | 8.     | 31     | 新潟 | 新潟3歳S       | 9    | 4    | 3着  | 芝1200m（重） | 1:12.4 | 0.3秒   | 嶋田功 | 52   | キンセイパワー     |
|        | 9.     | 27     | 中山 | カンナ賞       | 9    | 1    | 4着  | 芝1200m（不） | 1:13.5 | 0.3秒   | 嶋田功 | 52   | （サクラスマイル） |
|        | 11.    | 2      | 東京 | 白菊賞         | 11   | 3    | 1着  | 芝1600m（良） | 1:37.3 | 2身     | 嶋田功 | 53   | （サンエイソロン） |
|        | 12.    | 7      | 中山 | 朝日杯3歳S     | 14   | 4    | 1着  | 芝1600m（良） | 1:35.5 | 2 1/2身 | 嶋田功 | 53   | （スズフタバ）     |
| 1981   | 1.     | 11     | 中山 | 京成杯         | 8    | 1    | 1着  | 芝1600m（良） | 1:36.8 | クビ    | 嶋田功 | 55   | （アカネハチマン） |
|        | 2.     | 14     | 東京 | クイーンカップ | 6    | 1    | 3着  | 芝1600m（良） | 1:36.7 | 0.7秒   | 嶋田功 | 56   | カバリエリエース   |
|        | 4.     | 5      | 阪神 | 桜花賞         | 22   | 3    | 2着  | 芝1600m（不） | 1:41.9 | 0.6秒   | 嶋田功 | 55   | ブロケード         |
|        | 5.     | 24     | 東京 | 優駿牝馬       | 24   | 1    | 1着  | 芝2400m（良） | 2:29.5 | 2 1/2身 | 嶋田功 | 55   | （ニシノチェニル） |

- 競走名太字強調は八大競走。

## 血統表
| テンモンの血統                | テンモンの血統                       | テンモンの血統             | （血統表の出典）           | （血統表の出典）    |
| 父系                          | ブランドフォード系                   | ブランドフォード系         | ブランドフォード系         | [ § 2 ]             |
| 父 *リマンド Remand 1965 栗毛 | 父の父Alcide 1955 鹿毛               | Alycidon                   | Donatello                  | Donatello           |
| 父 *リマンド Remand 1965 栗毛 | 父の父Alcide 1955 鹿毛               | Alycidon                   | Aurora                     |                     |
| 父 *リマンド Remand 1965 栗毛 | 父の父Alcide 1955 鹿毛               | Chenille                   | King Salmon                | King Salmon         |
| 父 *リマンド Remand 1965 栗毛 | 父の父Alcide 1955 鹿毛               | Chenille                   | Sweet Aloe                 |                     |
| 父 *リマンド Remand 1965 栗毛 | 父の母Admonish 1958 芦毛             | Palestine                  | Fair Trial                 | Fair Trial          |
| 父 *リマンド Remand 1965 栗毛 | 父の母Admonish 1958 芦毛             | Palestine                  | Una                        |                     |
| 父 *リマンド Remand 1965 栗毛 | 父の母Admonish 1958 芦毛             | Warning                    | Chanteur                   | Chanteur            |
| 父 *リマンド Remand 1965 栗毛 | 父の母Admonish 1958 芦毛             | Warning                    | Vertencia                  |                     |
| 母 レデースポート 1970 鹿毛   | 母の父*ムーティエ Moutiers 1958 栗毛 | Sicambre                   | Prince Bio                 | Prince Bio          |
| 母 レデースポート 1970 鹿毛   | 母の父*ムーティエ Moutiers 1958 栗毛 | Sicambre                   | Sif                        |                     |
| 母 レデースポート 1970 鹿毛   | 母の父*ムーティエ Moutiers 1958 栗毛 | Ballynash                  | Nasrullah                  | Nasrullah           |
| 母 レデースポート 1970 鹿毛   | 母の父*ムーティエ Moutiers 1958 栗毛 | Ballynash                  | Ballywellbroke             |                     |
| 母 レデースポート 1970 鹿毛   | 母の母ヤマトサクヤ 1962 黒鹿毛       | *ヒンドスタン              | Bois Roussel               | Bois Roussel        |
| 母 レデースポート 1970 鹿毛   | 母の母ヤマトサクヤ 1962 黒鹿毛       | *ヒンドスタン              | Sonibai                    |                     |
| 母 レデースポート 1970 鹿毛   | 母の母ヤマトサクヤ 1962 黒鹿毛       | ヤマトノハナ               | *ライジングフレーム        | *ライジングフレーム |
| 母 レデースポート 1970 鹿毛   | 母の母ヤマトサクヤ 1962 黒鹿毛       | ヤマトノハナ               | クサナギ                   |                     |
| 母系(F-No.)                   | アストニシメント系(FN:7-c)           | アストニシメント系(FN:7-c) | アストニシメント系(FN:7-c) | [ § 3 ]             |
| 5代内の近親交配               | なし                                 | なし                       | なし                       | [ § 4 ]             |
| 出典                          | 1. 2. 3. 4.                          | 1. 2. 3. 4.                | 1. 2. 3. 4.                | 1. 2. 3. 4.         |

母レデースポートは1973年の四歳牝馬特別、京都牝馬特別を制し、優駿牝馬3着。ビクトリアカップでも1番人気に推された。姉タイムポリシーの仔に福島障害ステークスを制したヒロポリシー（サイレントハンターの母）がいる。曾祖母ヤマトノハナは1960年の京王杯オータムハンデを制し、同年の最優秀5歳以上牝馬。生涯42戦して5回しか掲示板を外さないという堅実な成績を残した。5代母ヤマトナデシコは1947年秋の中山記念の勝ち馬。なお、レデースポートもヤマトノハナもヤマトナデシコも稲葉幸夫が代々手がけてきた馬である。6代母オーグメント（競走馬名アスベル）は帝室御賞典と優勝内国産馬連合競走の勝ち馬。